# Тьерра-де-Сонейра (комарка)
Тьерра-де-Сонейра (исп. Tierra de Soneira,  галис. Terra de Soneira)  — район (комарка) в Испании, входит в провинцию Ла-Корунья в составе автономного сообщества Галисия.

## Муниципалитеты
1. Камариньяс
2. Вимиансо
3. Сас (Ла-Корунья)